# Arquitectura timúrida

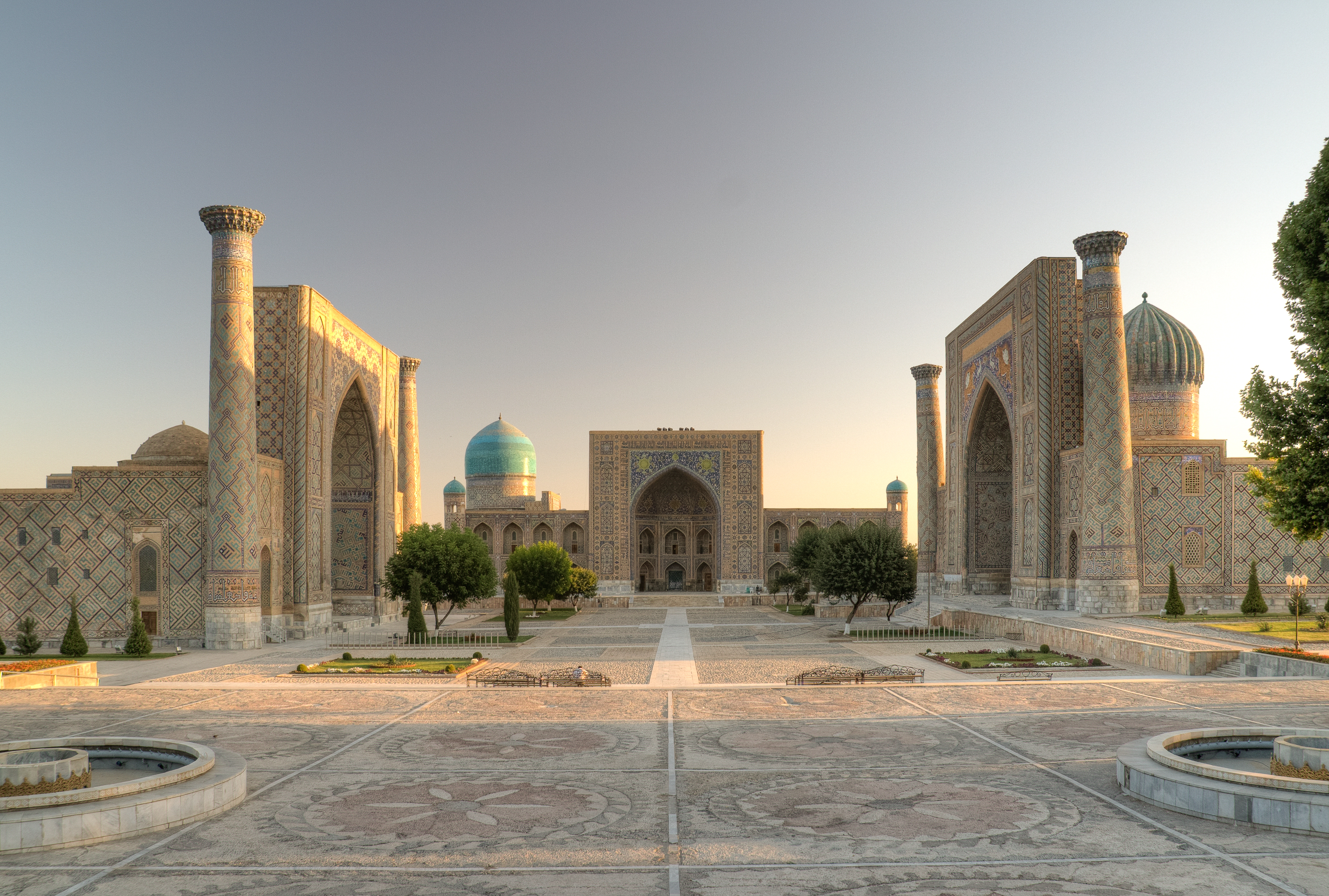
La plaza del Registán, en Samarcanda

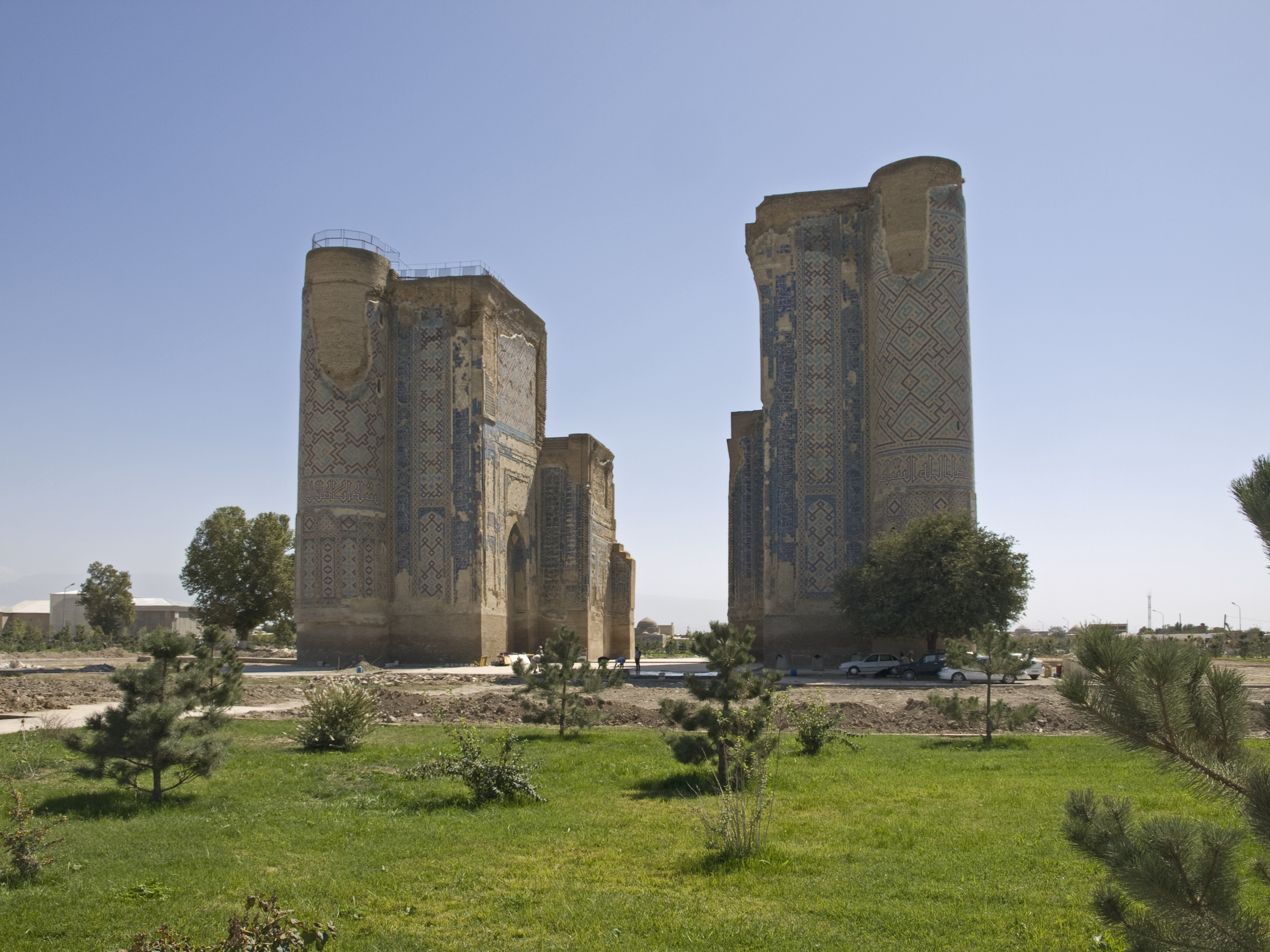
Ruinas del palacio de Tamerlán, en Shahrisabz

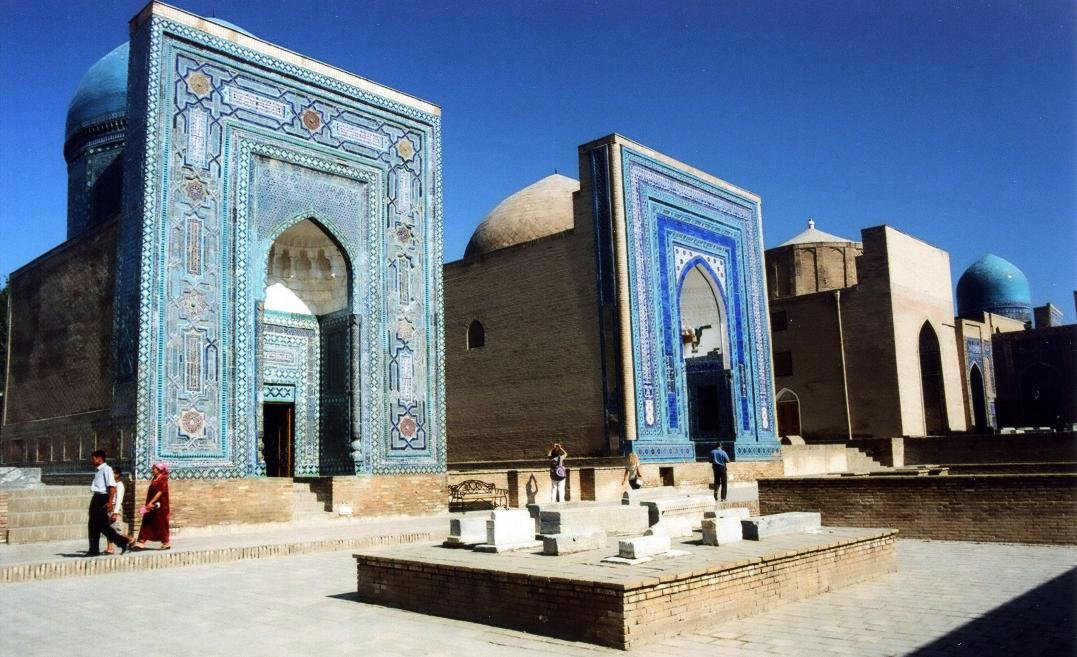
El Shah-i Zinda

La arquitectura timúrida fue una etapa importante en la historia arquitectónica de Irán y Asia Central durante finales del siglo XIV y el siglo XV. El Imperio timúrida (1370-1507), fundado por Timur (también llamado Tamerlán) (m. 1405) y que conquistó la mayor parte de esta región, supervisó un renacimiento cultural.
La arquitectura timúrida se inspiró y desarrolló muchos cánones arquitectónicos y técnicas constructivas de los selyúcidas. La dinastía timúrida patrocinó la construcción de palacios, mausoleos y monumentos religiosos por toda la región. Los azulejos turquesa y azul, que formaban intrincados motivos lineales y geométricos, a menudo decoraban las fachadas de los edificios. A veces, el interior estaba decorado de manera similar, con pinturas y relieves en estuco que proporcionaban un embellecimiento adicional. La arquitectura timúrida fue el pináculo del arte islámico en Asia central. Los espectaculares y majestuosos edificios erigidos por Tamerlán y por sus sucesores en Samarcanda y en Herat ayudaron a difundir la influencia de la escuela de arte del Ilkhanato en la India, dando lugar así a la famosa escuela de «arquitectura mogola».
El primer ejemplo cronológico de arquitectura timúrida fue el mausoleo de Ahmed Yasawi, en la actual Kazajistán, mientras que uno de los mayores fue el mausoleo de Tamerlán, ubicado en la capital del imperio. Este último edificio, del siglo XIV está cubierto con «teselas persas turquesas».
 Cerca, en el centro de la ciudad antigua, se puede ver la «madraza de estilo persa» (escuela religiosa) y la «mezquita de estilo persa» de Ulugh Beg. Los mausoleos de los príncipes timúridas, con sus cúpulas turquesas y azules, siguen estando entre las manifestaciones más finas y exquisitas de la arquitectura persa. La simetría axial es una característica de todas las principales edificaciones timúridas, sobre todo la Shah-i-Zinda en Samarcanda, el complejo Musallah en Herat y la mezquita de Goharshad en Mashhad. Abundan las cúpulas dobles de varias formas, mientras que los exteriores están adornados con colores brillantes. El dominio de Tamerlán sobre la región fortaleció la influencia de su capital y la arquitectura persa en la India. 
La mezquita verde de Balkh, construida en 1422, y el complejo de la mezquita Änew, terminado entre 1455-1456, representan algunas de las obras más importantes del período medio timúrida: desafortunadamente solo sobreviven restos de esta última, ya que fue destruido por un terremoto en 1948. Una de las obras más importantes de la fase tardía es el mausoleo de Ishratkhana, construido entre 1460 y 1464 para la sepultura de las mujeres de la dinastía timúrida a instancias de una de las esposas de Abu Sa'id. Realizado entre 1460 y 1502 en la ciudad de Gazni para el hijo de Ulugh Beg, Abdu Razzaq, el mausoleo fue considerado por John D. Hoag como un precursor de la estructura arquitectónica del Taj Mahal, tanto con referencia a la parte central en el centro como a las secciones laterales asociadas.
Se puede encontrar información de gran interés sobre los palacios timúridas en fuentes históricas y diarios de viaje. Además de la información sobre el Palacio Azul construido por Tamerlán en Samarcanda, se hace referencia a las obras realizadas en las ciudades de los alrededores, como Naqsh-e jahàn, Bagh-e Chenar (a las puertas de Samarcanda), Bāgh-i Zāghān (en Herat) y Bagh-i Dilgush. Los jardines creados en el período timúrida sobrevivirán a la caída del imperio, estableciéndose también durante el paréntesis mogol. Los restos del palacio de Shahrisabz, Aq Saray, también descritos en escritos contemporáneos, han sobrevivido hasta nuestros días.

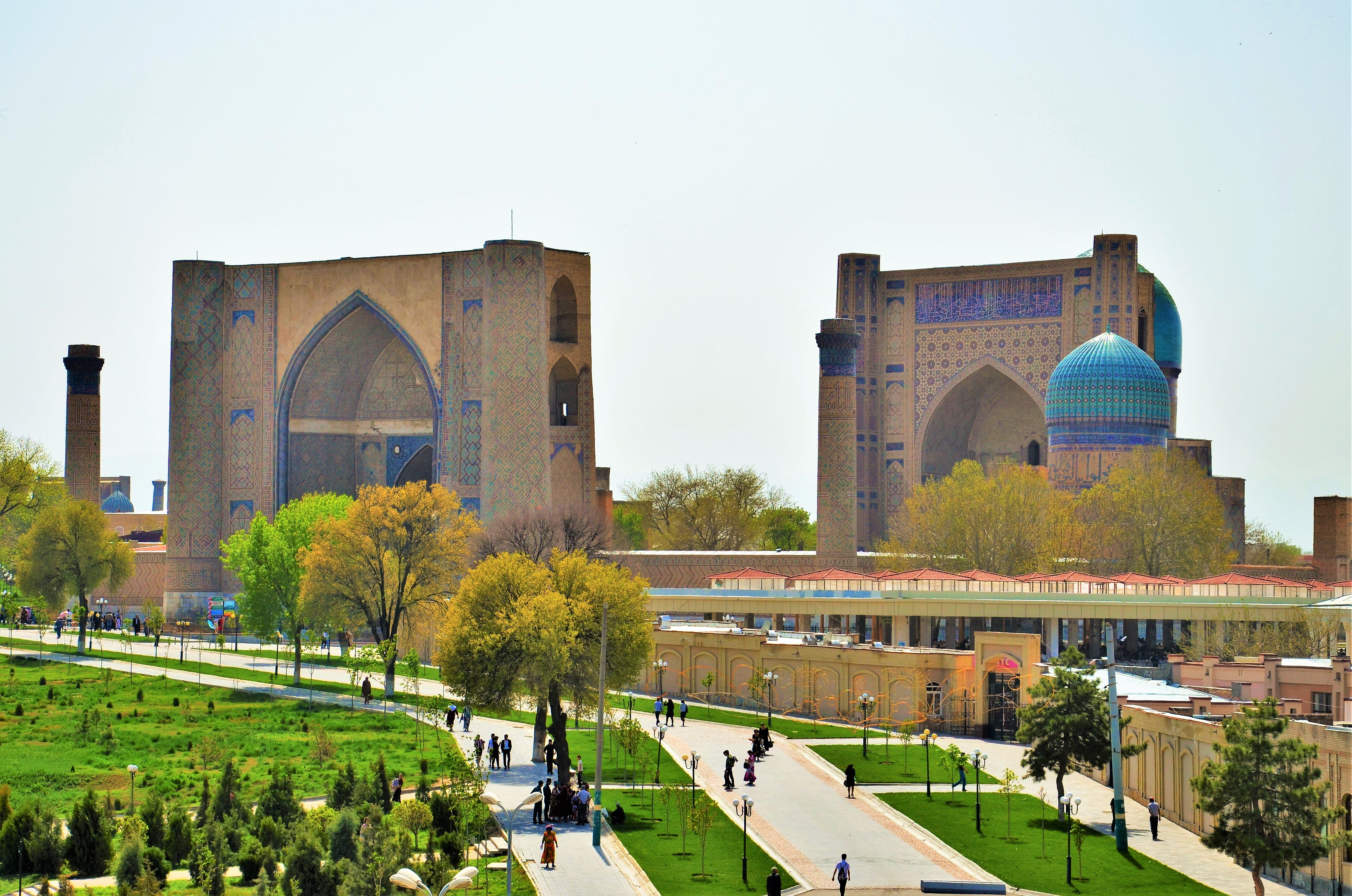
La mezquita Bibi-Khanym
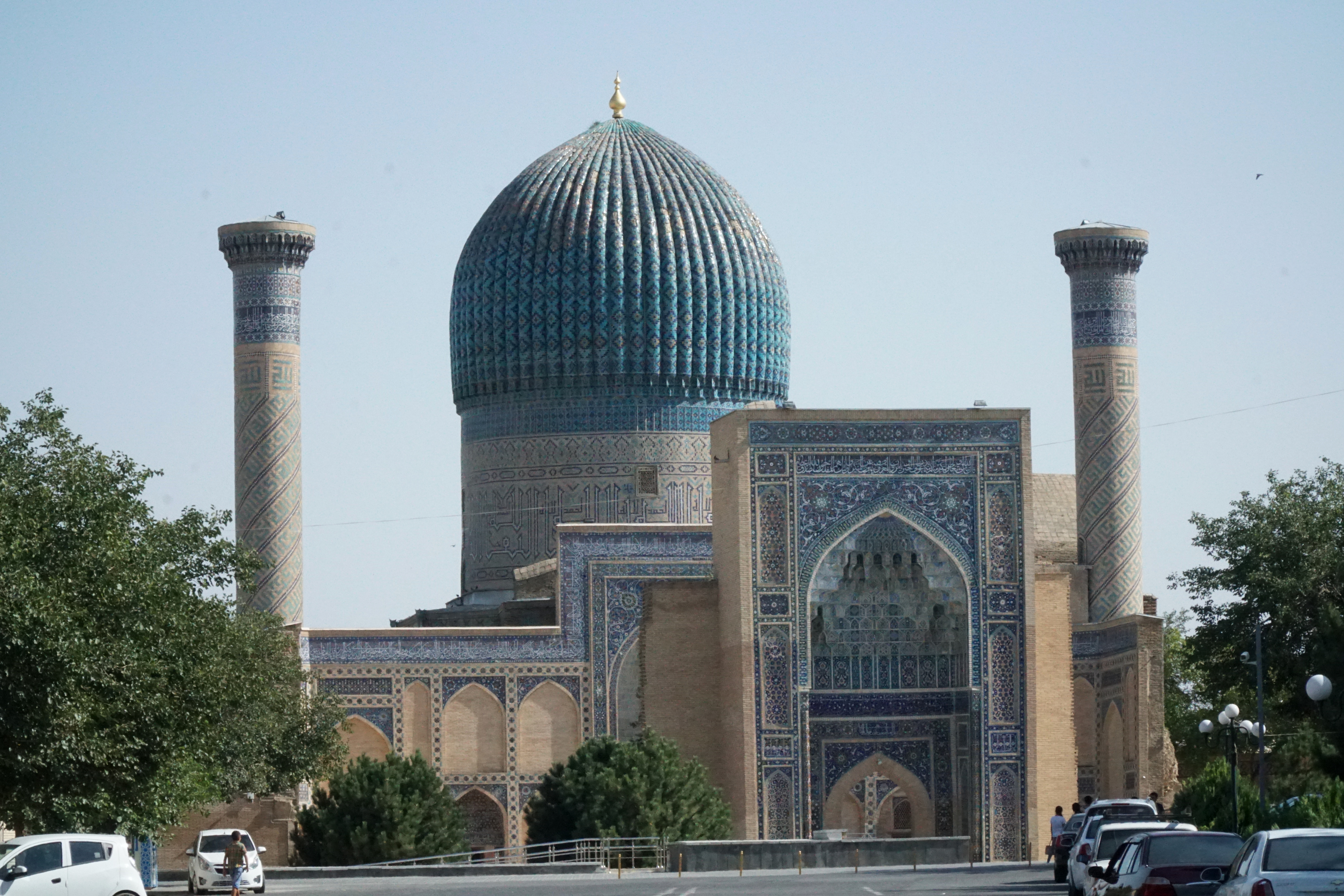
El Mausoleo de Tamerlan (o Gur-e Amir)
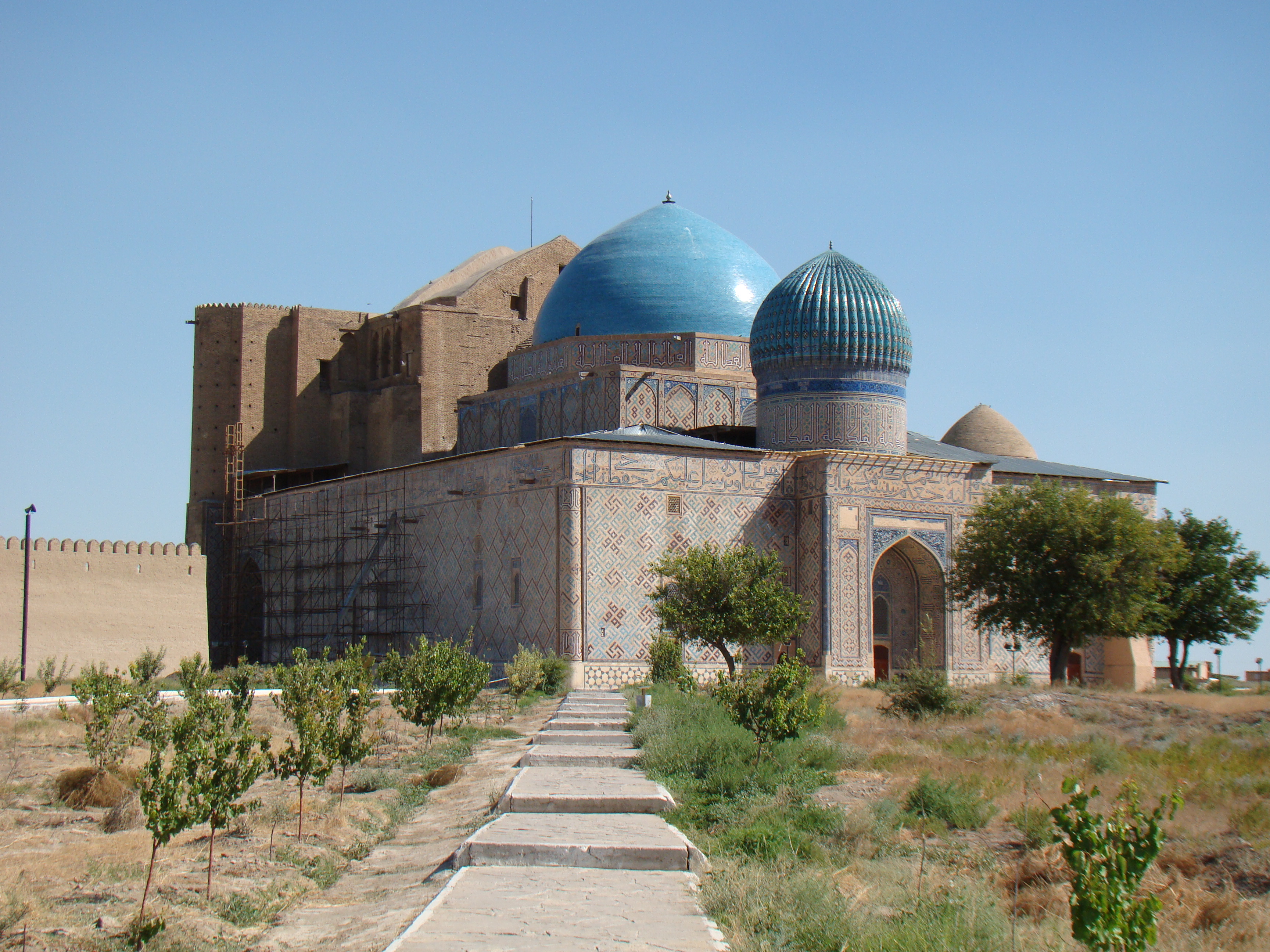
Mausoleo de Khoja Ahmad Yasavi ( Patrimonio de la Humanidad     (2003))
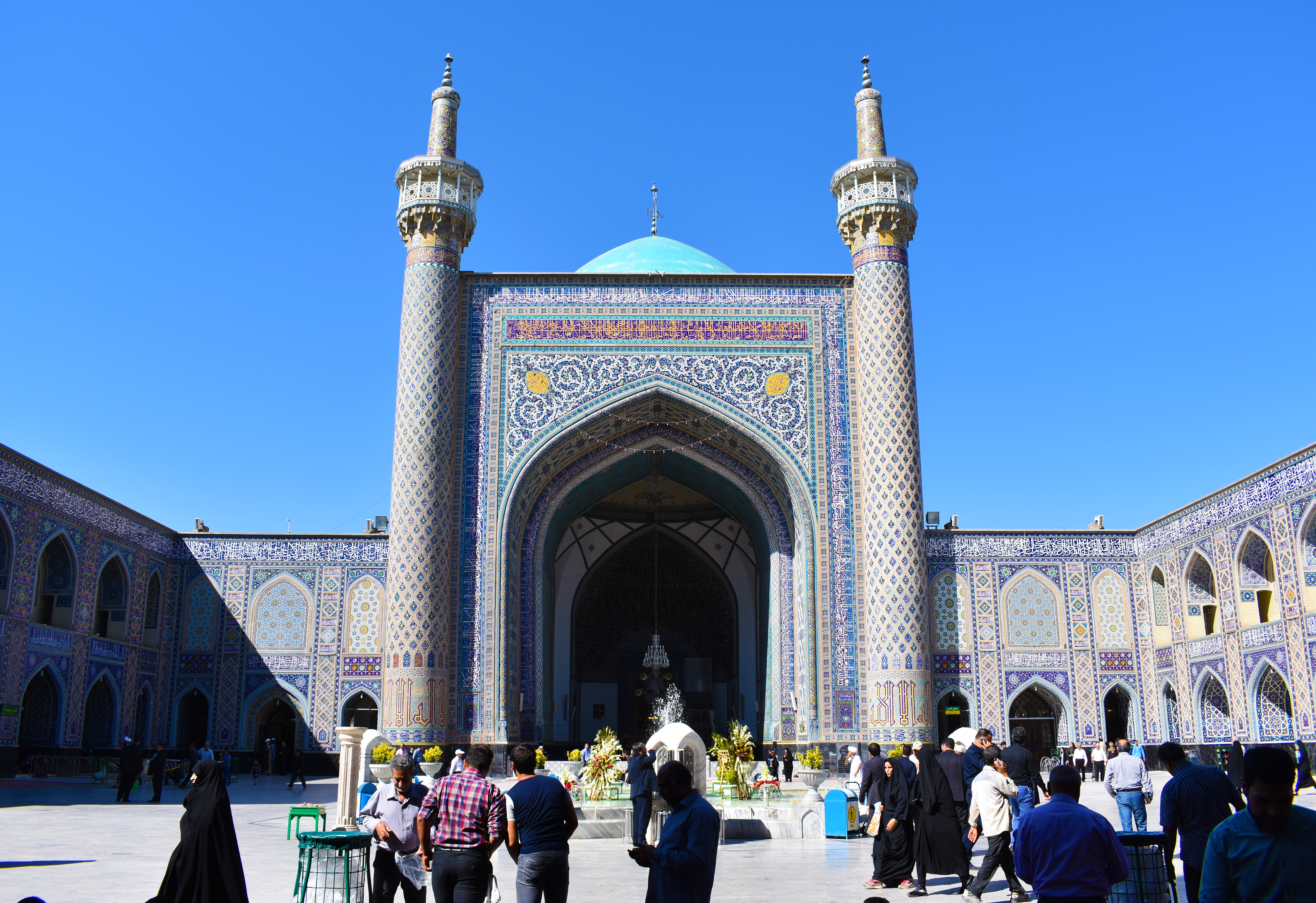
Mezquita de Goharshad

## Generalidades

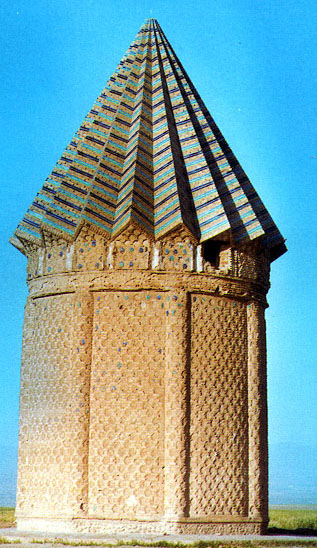
La tumba de Akhangan, donde está enterrada la hermana de Gawhar Shad, Gowhartāj. La arquitectura es un buen ejemplo de la era timúrida en Persia.

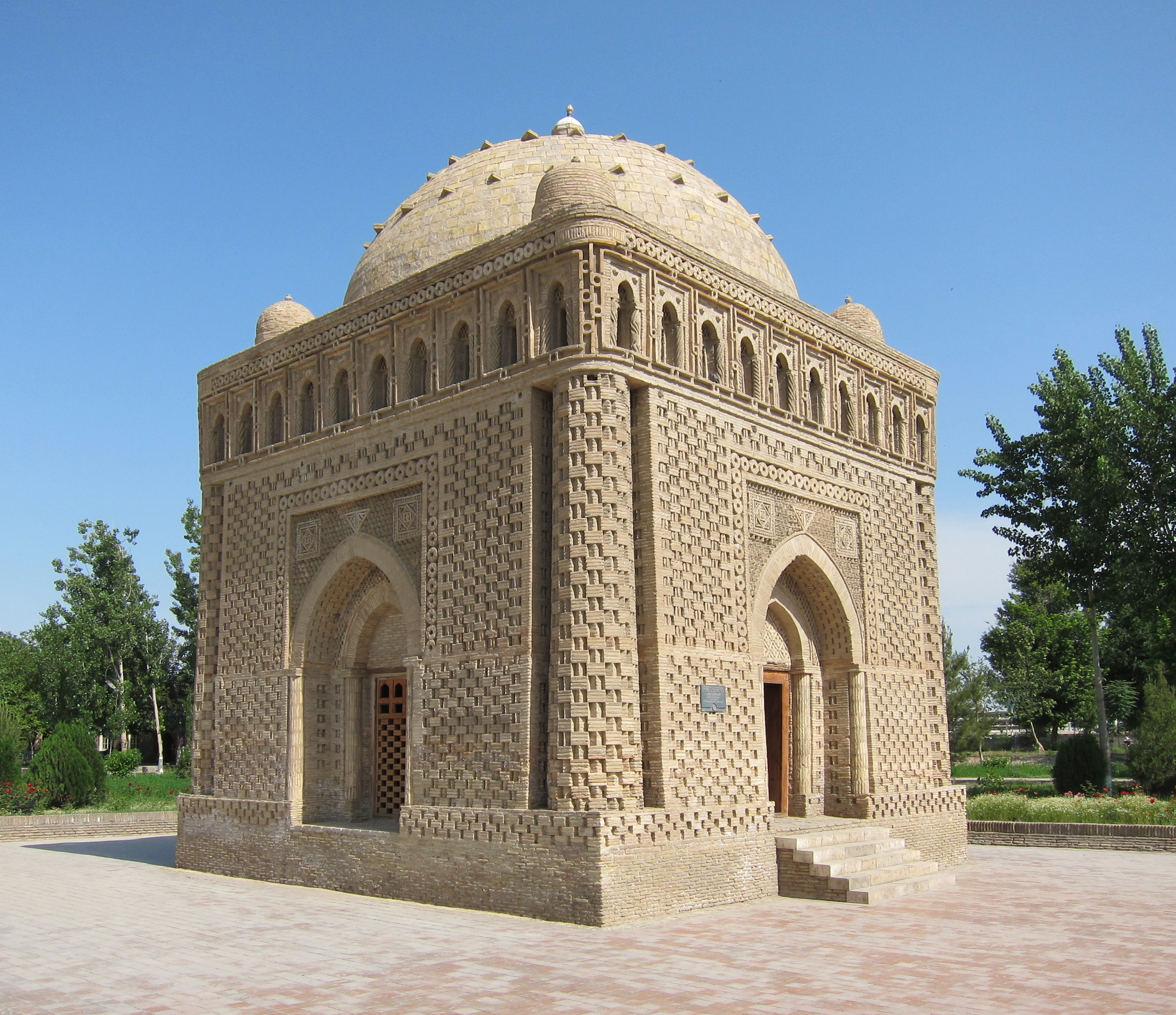
El mausoleo samánida con el estilo hazerbaf

Se considera que son varios los factores característicos del estilo arquitectónico timúrida:
- la riqueza de órdenes, que dio lugar a monumentos de dimensiones colosales y repletos de materiales preciosos;
- la utilización de las técnicas iraníes, es decir, del ladrillo como material principal, y de elementos como iwanes, pishtaks, etc.
- la importancia de la geometría y de la noción de orden, la regularidad (simetría, distribución espacial jerárquica...). Utilizaron una unidad de medida estandarizada.
- técnicas constructivas avanzadas en el uso de bóvedas y para las cúpulas de doble cáscara, que fueron por ello más elevadas; y,.
- uso intensivo del «mosaico cerámico» y de la técnica del hazerbaf para las decoraciones.

Fueron varias las técnicas de elaboración de la «cerámica arquitectónica» utilizadas para decorar las edificaciones:
- el hazerbaf ('mil texturas', en persa), que jugaba con el contraste entre los ladrillos vidriados y sin vidriar, consiguiendo un efecto de tejido;
- el «mosaico cerámico», un arte nacido bajo el Ilkhanato, largo y costoso, que consistía en tallar patrones de mosaicos cerámicos de colores y luego ensamblarlos;
- la cuerda seca, una técnica rápida y sencilla, que permitía obtener los mismos efectos que los mosaicos cerámicos separando los esmaltes de colores a partir de una línea en grassetto negro. Era una técnica olvidada que revivió un poco bajo los timúridas, aunque adquirirá todo su valor bajo los safávidas;
- la cerámica esculpida, que rara vez se usó debido a su complejidad, pero que a veces se encuentra en alguna de las tumbas de Shah-i Zinda.

## Bajo Tamerlán

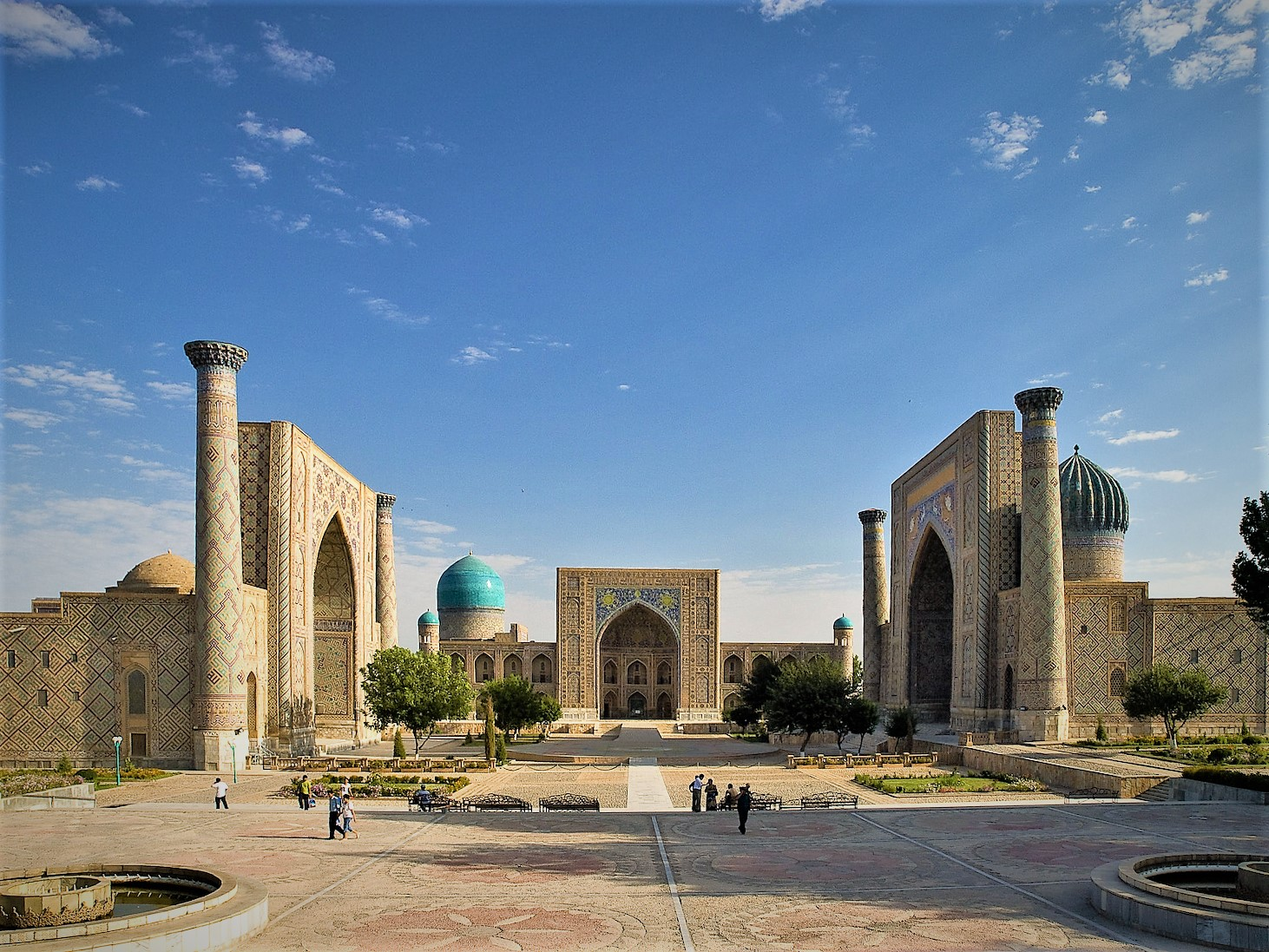
La plaza del Registán, en Samarcanda

### Urbanismo
Tamerlán decidió convertir Samarcanda en su capital en 1370. La ciudad, que existía desde el período aqueménida, había sido arrasada por las invasiones mongolas y tuvo que ser completamente reconstruida. Rodeada por una muralla con seis puertas, consistía en un centro (Registán) donde confluían las seis calles que estructuraban la ciudad. Las edificaciones importantes como el Gran Bazar y la Ciudadela se construyeron en esa época, pero la necrópolis de Shah-i Zinda incorporó en su diseño las tumbas más antiguas.
Tamerlán también transformó su ciudad natal, Kesh, en una capital secundaria, donde construyó un palacio, el Ak Saray (palacio Blanco) entre 1379 y 1396. Hoy solo queda una puerta de 50 m de altura, extremadamente profunda y flanqueada por dos bastiones. Está decorada con mosaico cerámico y según la técnica de la cuerda seca.

#### Arquitectura religiosa
Se pueden mencionar dos destacados edificios, ambos ubicados en Samarcanda: la mezquita Bibi Khanum y el mausoleo de Tamerlan (o Gur-e Amir).
La mezquita de Bibi Khanum está dedicada a la memoria de la mujer (o madrastra, según sean las fuentes) de Tamerlán, a quien está dedicada. Situada en el corazón de la ciudad, fue construida en 1398-1399 al regresr de la campaña india, pero ha sufrido muchas modificaciones a lo largo de su historia (la cúpula principal se derrumbó en el siglo XV). Su planta forma parte de un rectángulo de 109×107 m. Es un proyecto de planta de mezquita iraní con cuatro iwanes, rodeada por tres de los lados por cámaras cupuladas y un pórtico. El portal es extremadamente alto y profundo, el arquetipo de un pishtak; totalmente revestido de cerámica, incluye una genealogía de Tamerlán en su parte superior. Las cúpulas son nervadas y bulbosas, decoradas con cerámica.
El mausoleo de Tamerlán es un poco posterior, construyéndose entre 1400 y 1404. Se trata en realidad de un complejo formado por una madrasa (al este, y anterior a 1401), por una Khanqa (al oeste) y por una tumba dinástica, construida en 1403, tras la muerte de uno de los hijos de Tamerlán. Ese mausoleo es cuadrado por dentro pero octogonal por fuera, coronado por una alta cúpula alta ya que tiene dos cáscaras. Su decoración se caracteriza por la profusión de materiales preciosos: azulejos de ónix, inscripciones en jaspe verde, cerámica dorada. En la cúpula hay refuerzos con un importante uso de muqarnas.

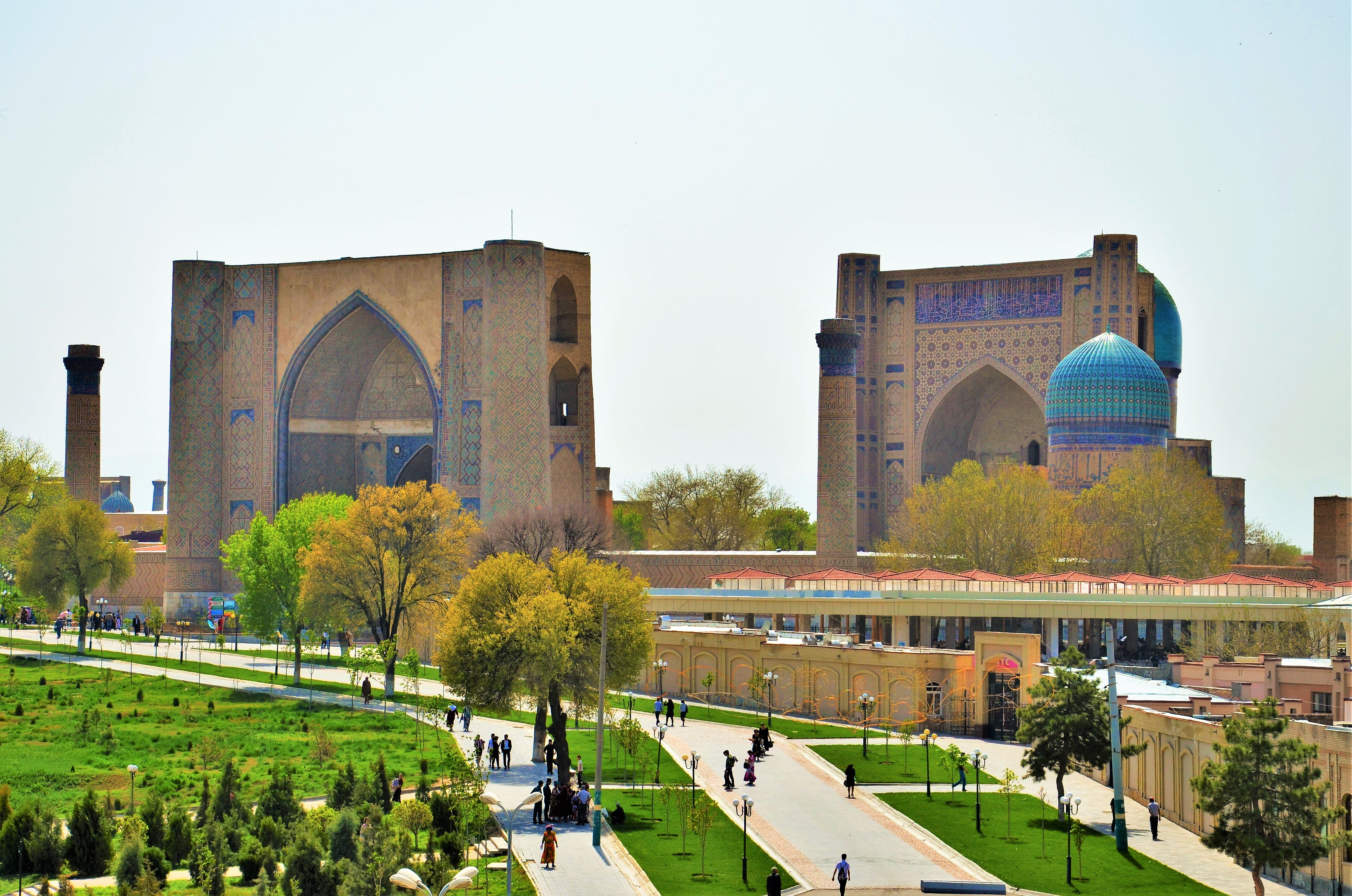
La mezquita Bibi-Khanym
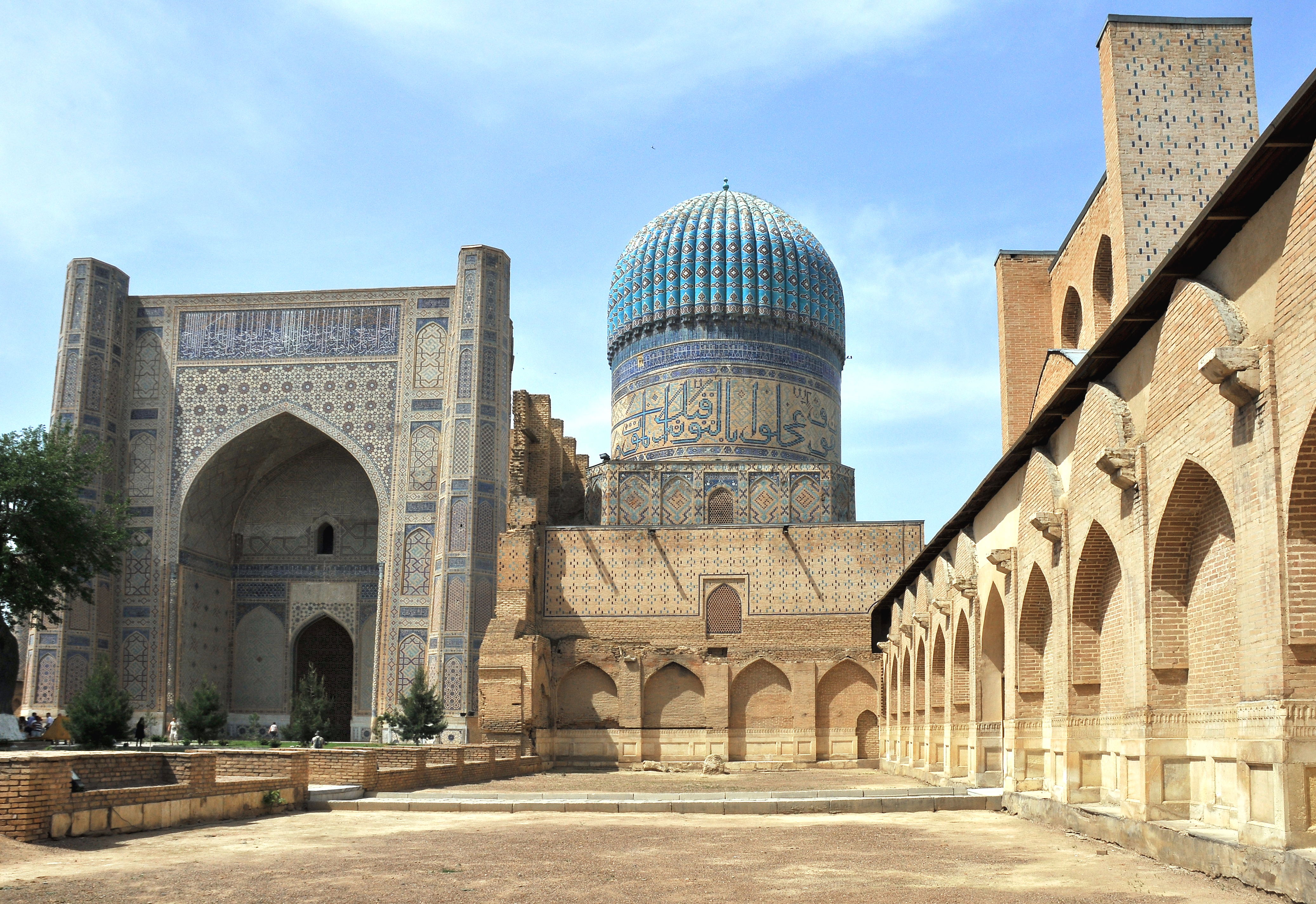
Iwán de la mezquita
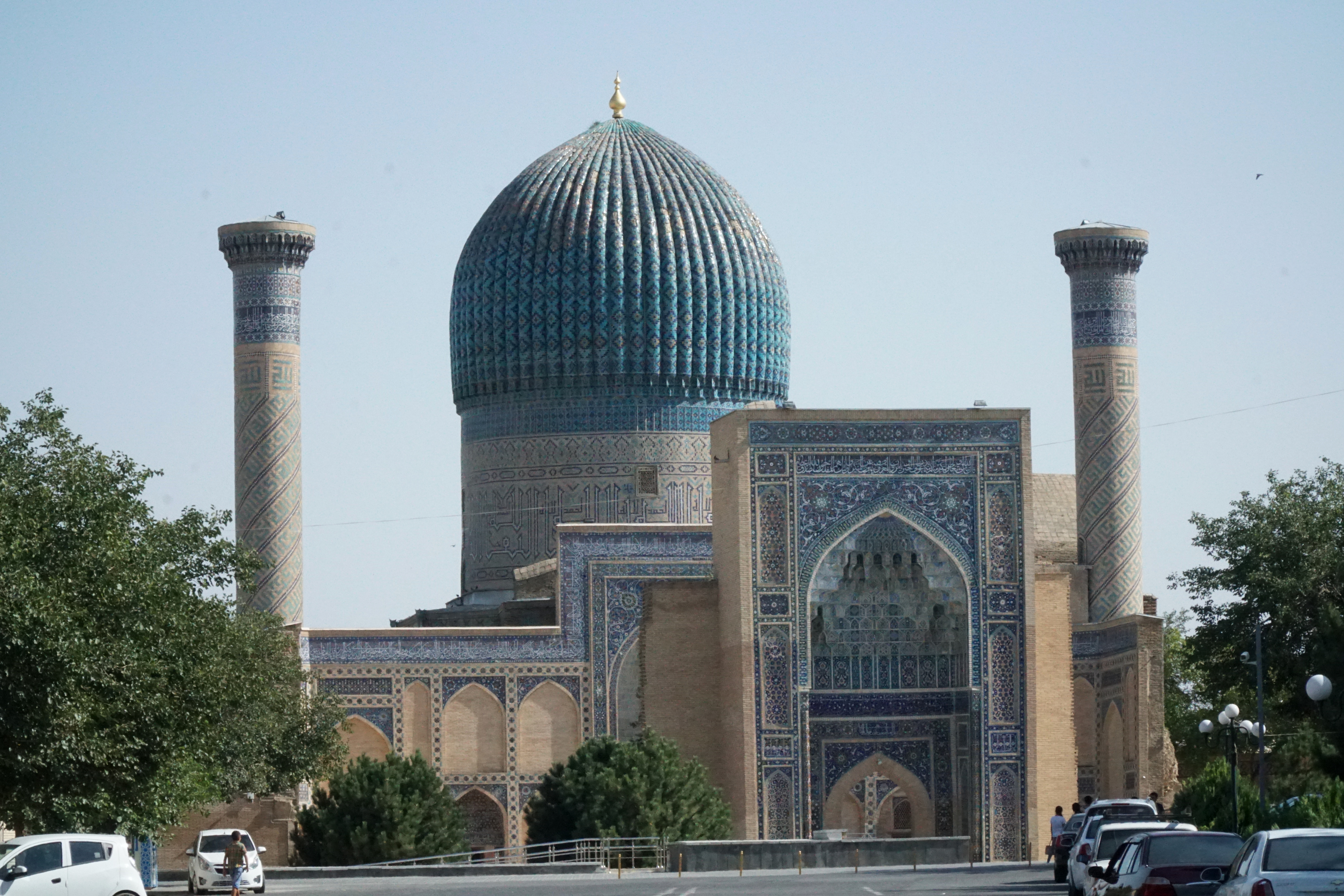
El Mausoleo de Tamerlan (o Gur-e Amir)
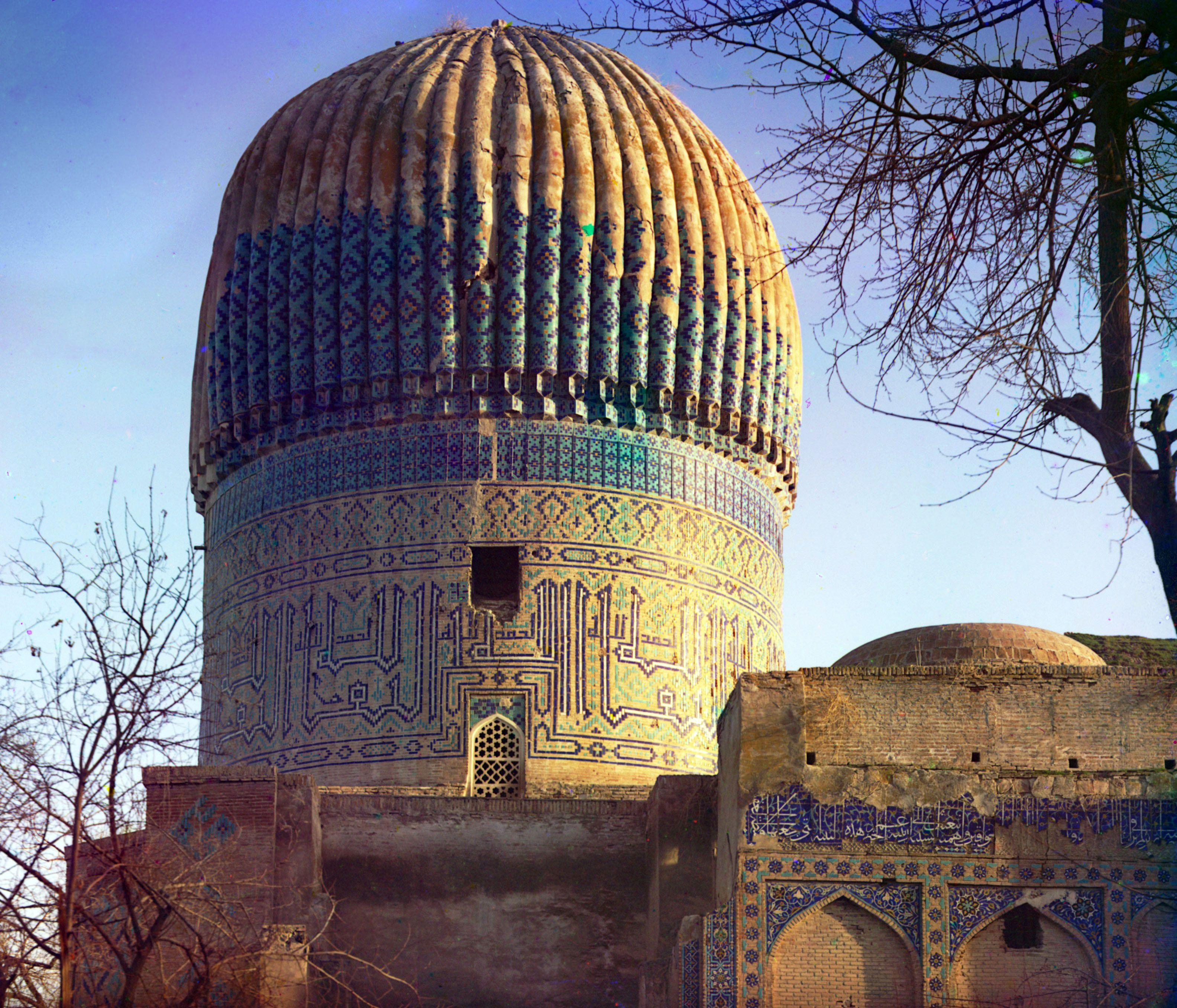
La cúpula del mausoleo

#### Arquitectura funeraria
El monumento más importante es sin duda la tumba de Shaykh Ahmad Yasavi, construida en Turkestán entre 1394 y 1399. Importante lugar de peregrinación, la tumba del fundador de la orden sufí de Yasavi forma un gran rectángulo (65,5 × 46,5 m), centrado en una sala cupulada. Sirve como sala de entrada detrás de un gran iwan en portal y se abre a la tumba (detrás) y a varias salas auxiliares dispuestas en los lados (baño, biblioteca, cocina, salas de oración, mezquita). Nótese la jerarquía en la distribución espacial, en la altura del monumento que decrece a medida que el visitante se acerca a la tumba. La decoración está realizada con mocárabes (en las bóvedas y cúpulas) y mediante la técnica del hazerbaf fuera. Las firmas de los artistas hacen referencia a la ciudad de Shiraz, lo que probablemente indica que las técnicas (incluidas las de las bóvedas) llegaron de esa ciudad a través de las deportaciones.
También se puede mencionar la necrópolis de Shah-i Zinda ('el rey viviente') en Samarcanda, que aloja tumbas de diferentes épocas de entre los siglos XI y XV. A pesar de esa importante etapa constructiva, no se buscó la coherencia entre todas las tumbas, que son simples cubos bajo cúpulas. Las de la época timúrida se caracterizan por su altura, por el uso de cúpulas nervadas y por su complejo revestimiento cerámico.

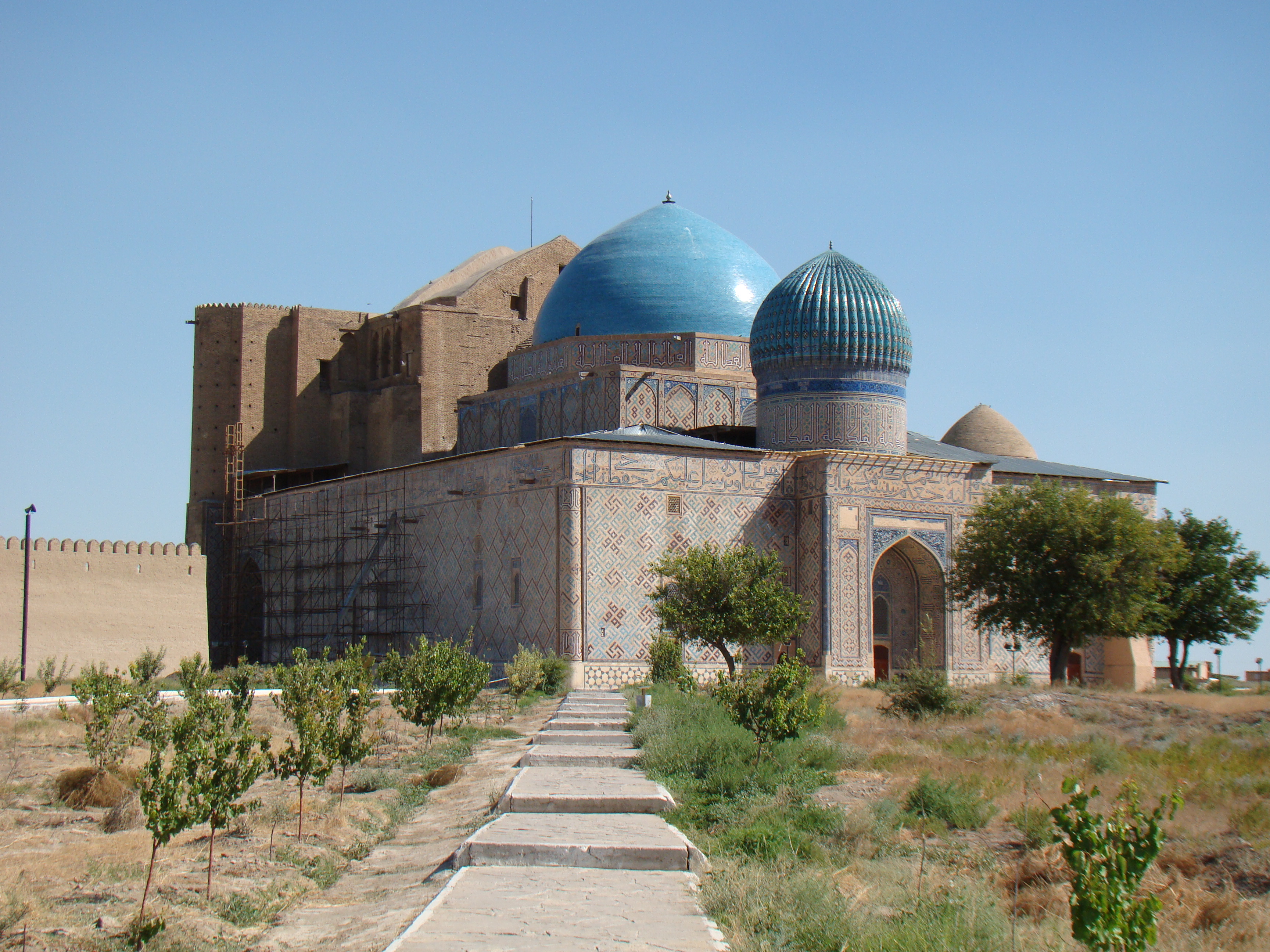
Mausoleo de Khoja Ahmad Yasavi ( Patrimonio de la Humanidad     (2003))
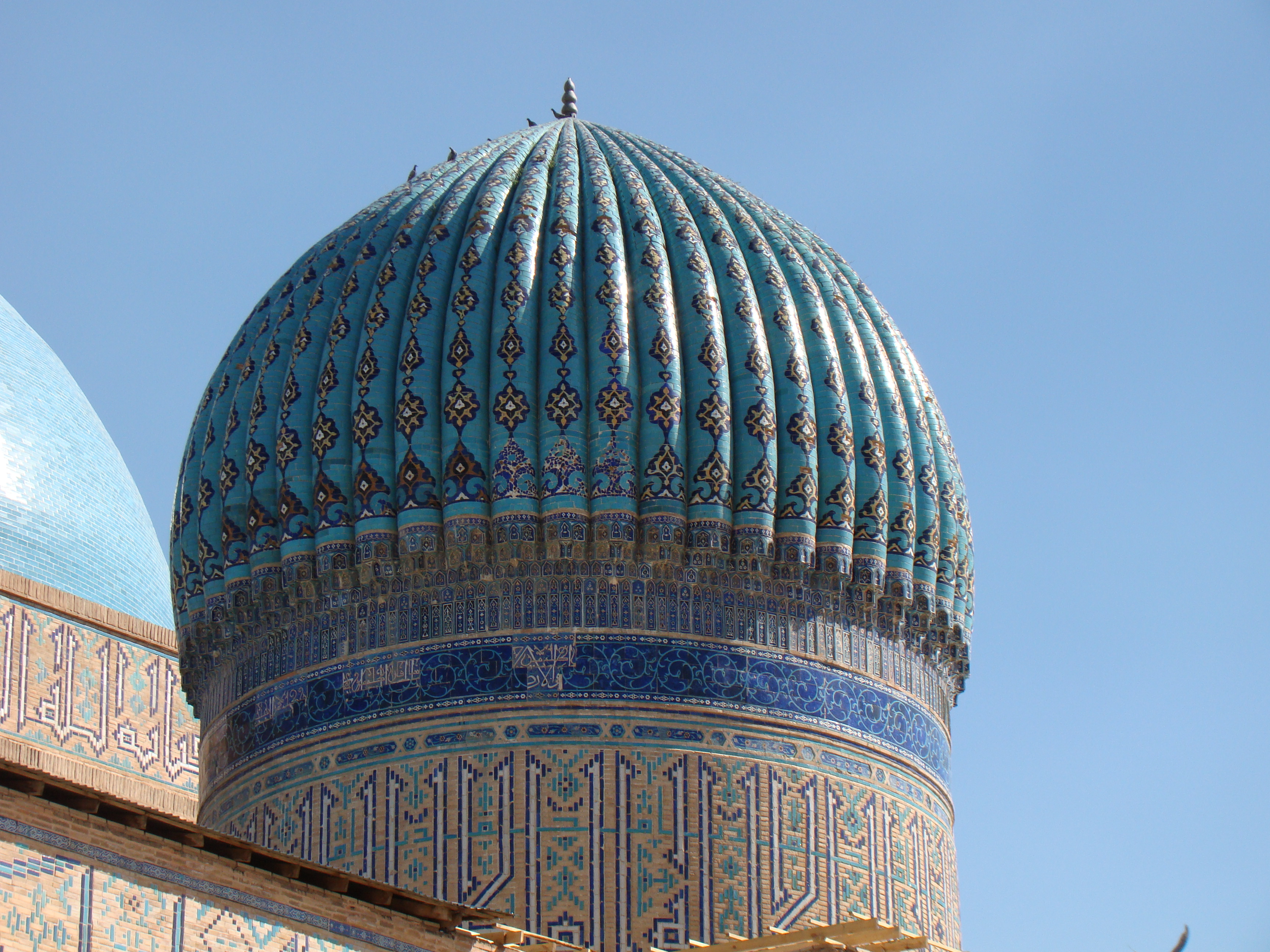
Cúpula del mausoleo
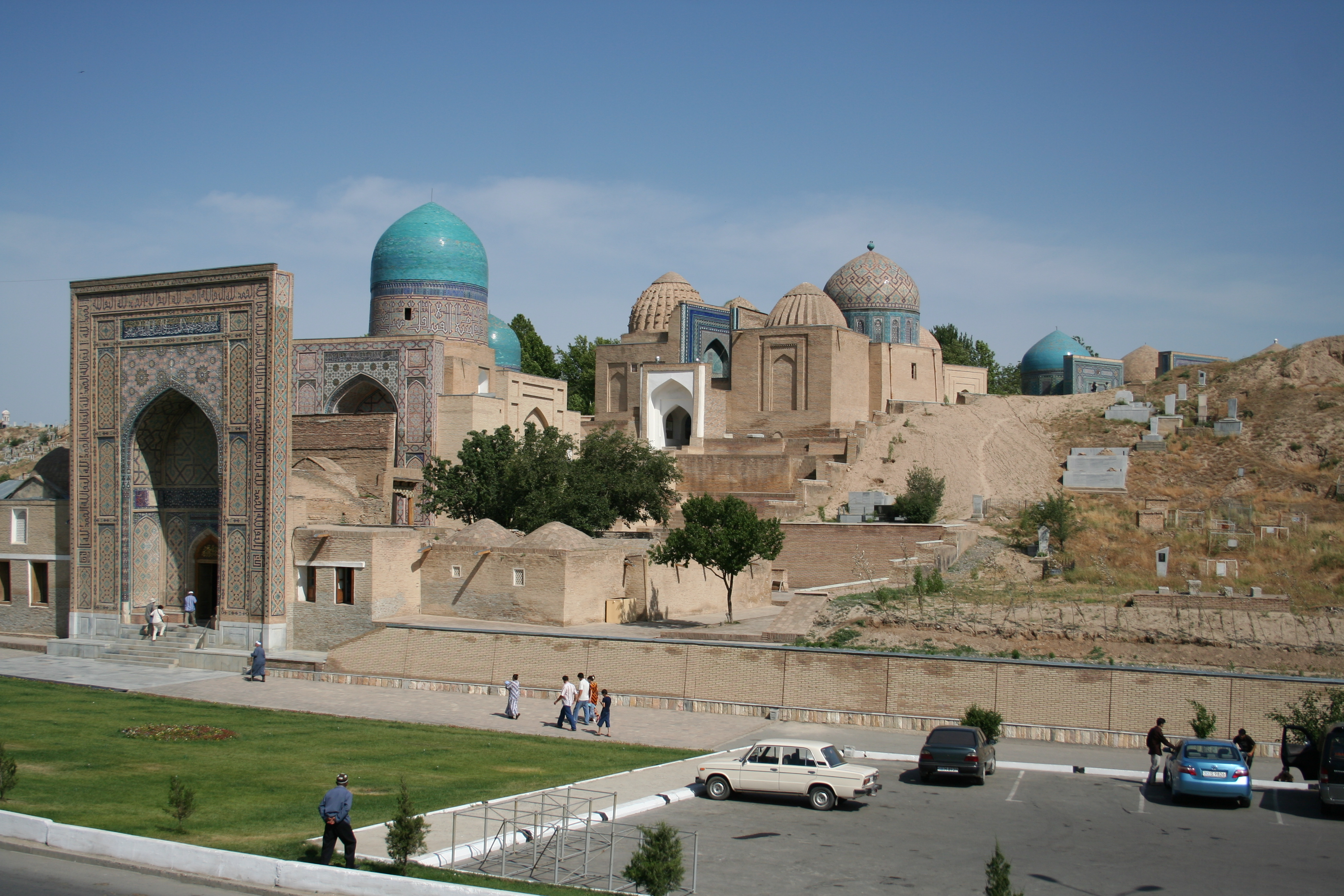
El Shah-i Zinda
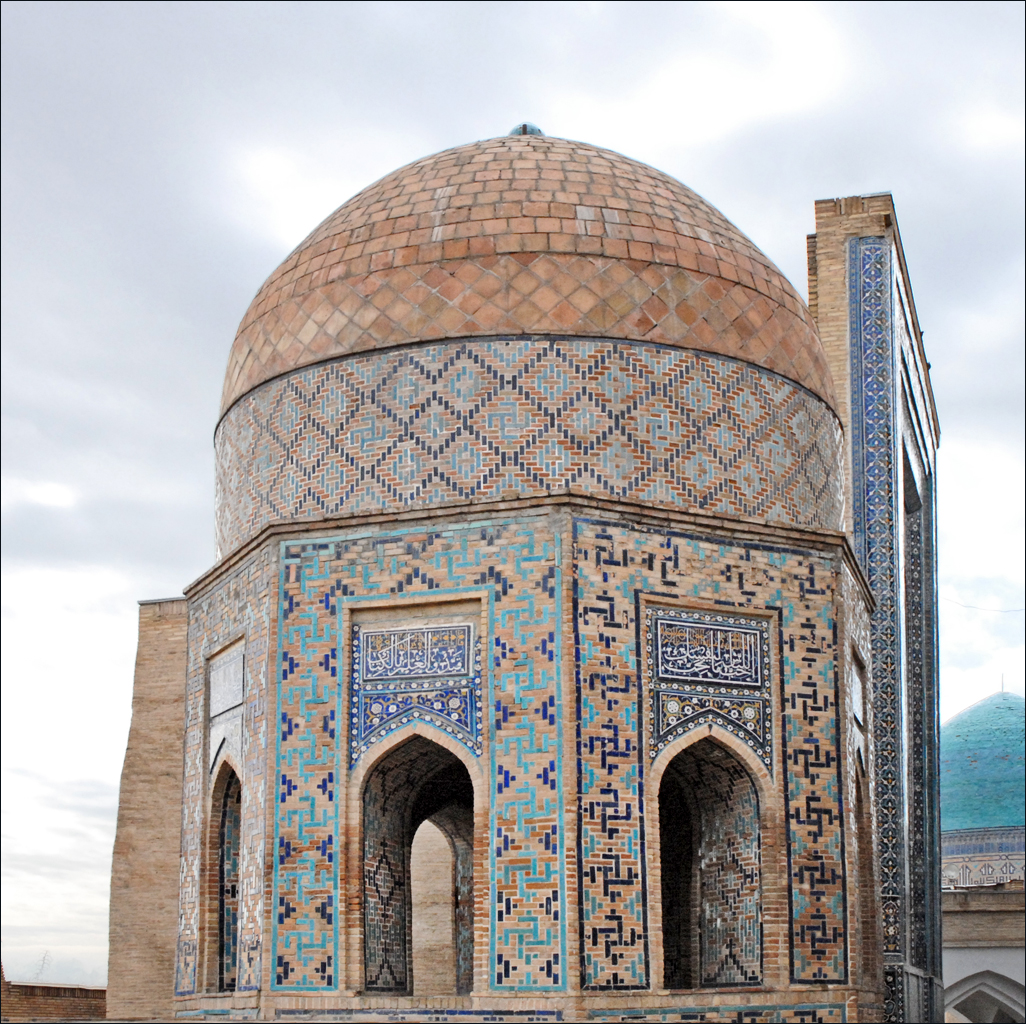
Una de las tumbas del Shah-i Zinda

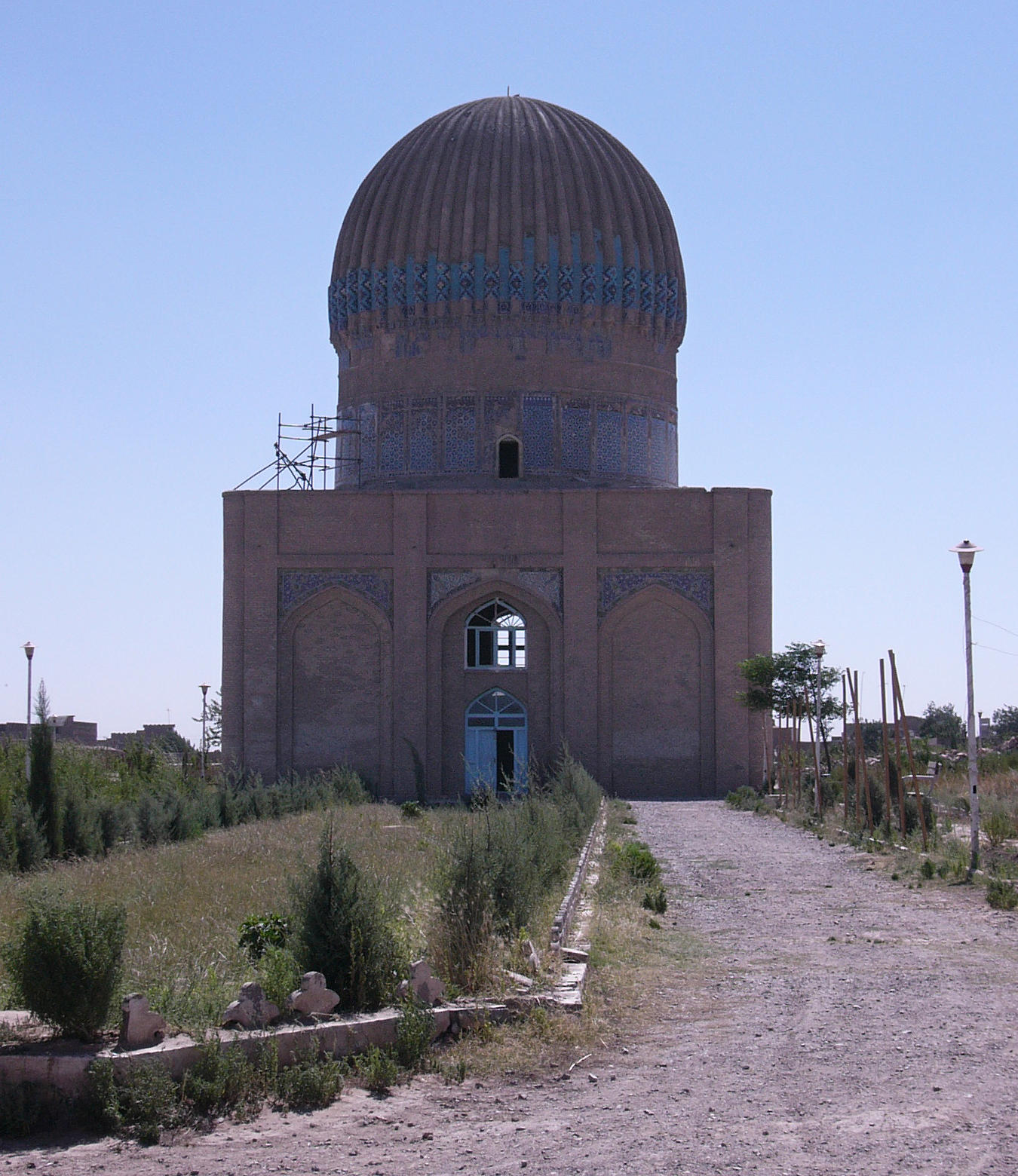
El mausoleo de Goharshad

En Herat en Afganistán se encuentra el  mausoleo de Goharshad que también es la tumba de Goharshad, la esposa del soberano timúrida Shahruj. Este mausoleo fue descrito por Robert Byron quien lo comparó con el mausoleo de Tamerlán en Samarcanda y que muestra las influencias arquitectónicas que ya habían llegado a la región.

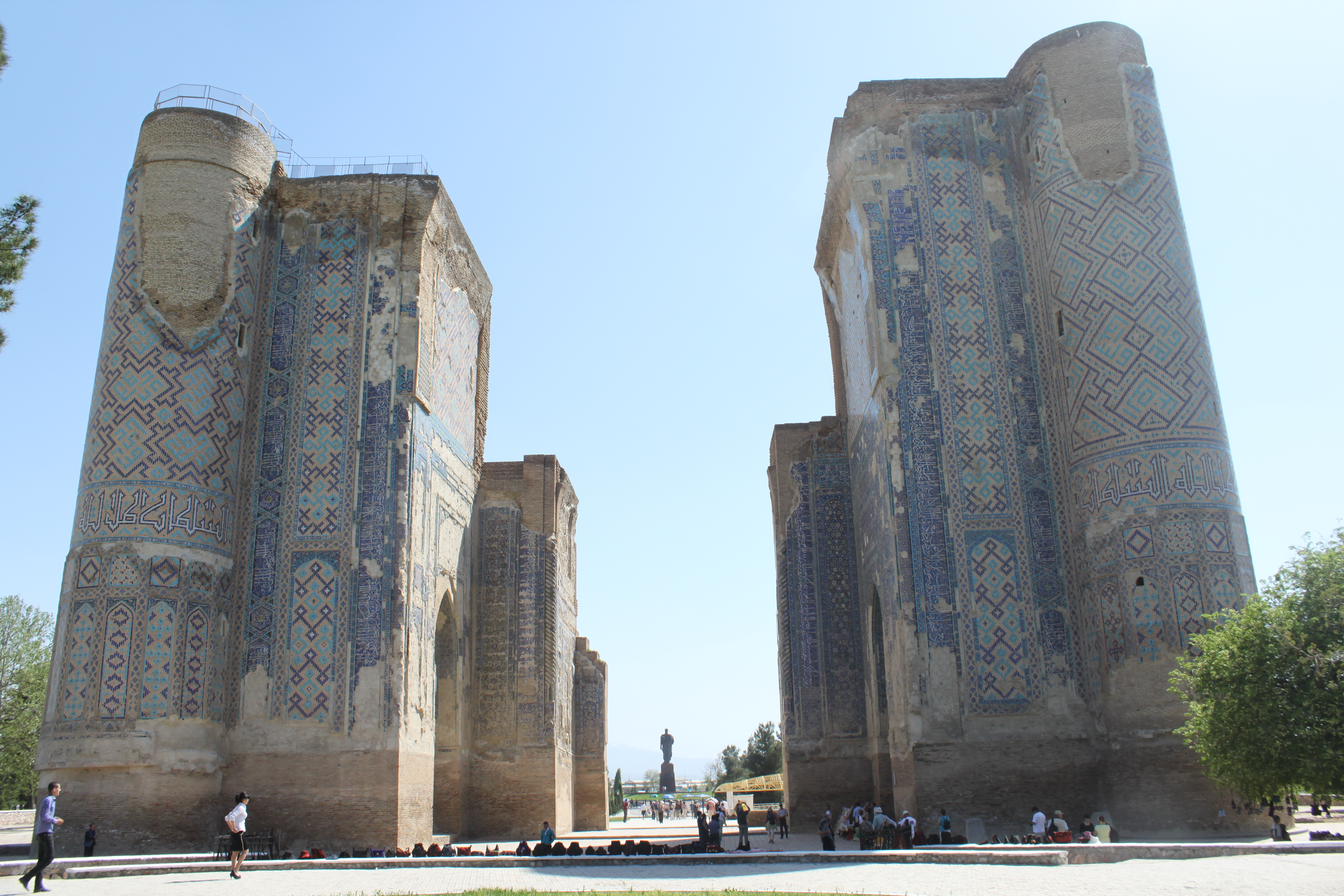
El Ak Saray

Si se mira en detalle, la decoración del mausoleo es inferior a la de los dos minaretes. El tambor de la cúpula está rodeado por altas losas cubiertas con hexágonos de mosaico lila, combinados con triángulos de estuco sobreelevado. La cúpula, en cambio, es de color turquesa, y las nervaduras, como las del mausoleo de Tamerlán en Samarcanda, están salpicadas de rombos blancos y negros y cada nervadura tiene tres cuartos de vuelta, con el diámetro de un tubo de órgano de veinte metros. Los muros del mausoleo están desnudos, salvo algunos ladrillos vidriados y un curioso bow-window de tres ventanas, lo que sugiere una villa en Clapham. Pero la tosquedad cierta de esos elementos tomados por separado, es superada por la armonía de las proporciones y la solidez de la concepción. Es difícil, en arquitectura, vencer al módulo de cúpula nervada en términos de ostentación ciega y monumental.
Se la si osserva nei particolari, la decorazione del mausoleo è inferiore a quella dei due minareti. Il tamburo della cupola è cinto di alte lastre coperte di esagoni di mosaico lilla, combinati con triangoli di stucco rilevato. La cupola invece è turchese, e le nervature, come quelle del mausoleo di Tamerlano a Samarcanda, sono cosparse di rombi bianchi e neri e ogni nervatura è a tre quarti di tondo, con il diametro di una canna d'organo di venti metri. Le pareti del mausoleo sono spoglie, a parte pochi mattoni invetriati e un curioso bow-window a tre finestre, che fa pensare a una villa di Clapham. Ma una certa rozzezza di questi elementi presi separatamente è superata dall'armonia delle proporzioni e dalla solidità della concezione. È difficile, in architettura, battere il modulo della cupola a nervature in quanto a effetti di cieca e monumentale ostentazione.
Robert Byron, La via per l'Oxiana

## Después de Tamerlán
Shahruj, convirtió la ciudad de Herat en su capital y por ello fue renovada. Incluye en particular una madrasa-mausoleo construida por Qavam al-Din Shirazi entre 1417 y 1437 por encargo de la esposa del sultán, Gawharshad. La tumba, que es el único elemento que se conserva con dos minaretes, está cubierta por una cúpula de doble cáscara, en la que se observan algunas novedades: una zona de transición muy baja, con tubos, y una estancia en cruz cuadrada.
Su hijo Ulugh Beg, mientras tanto, construyó un gran observatorio en Samarcanda, que es aún hoy se conserva parcialmente. Una madraza, frente al Registán, la plaza central de Samarcanda, fue construida por orden suya entre 1417 y 1421. Es uno de los edificios más complejos del estilo timúrida, que inicialmente funcionó con una Khanqah. Su gran iwán de entrada conduce a un patio con cuatro iwanes, más de 30 metros de altura, rodeado por las dependencias para alojar a unos cien estudiantes. Todas las superficies fueron decoradas con recubrimientos a base de paneles de mármol, mosaicos y ladrillo, así como con una cerámica de cuerda seca. Ulugh Beg también hizo erigir otra madrasa en Bujará en 1418.

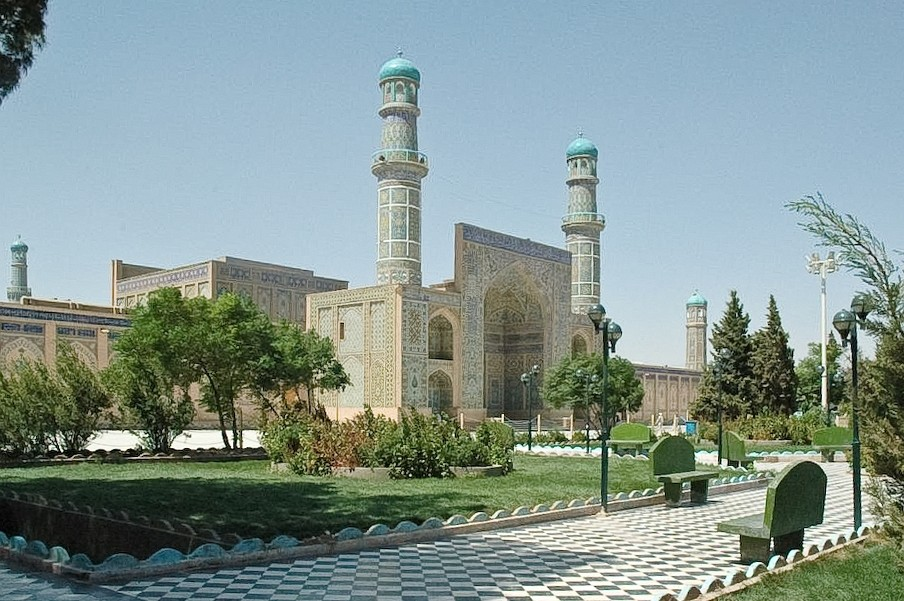
Mezquita timúrida en Herat.
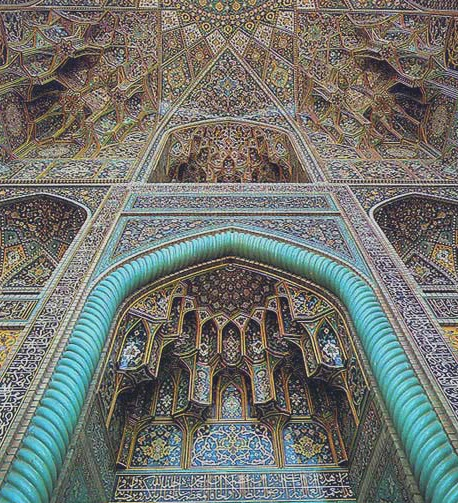
Mezquita Goharshad
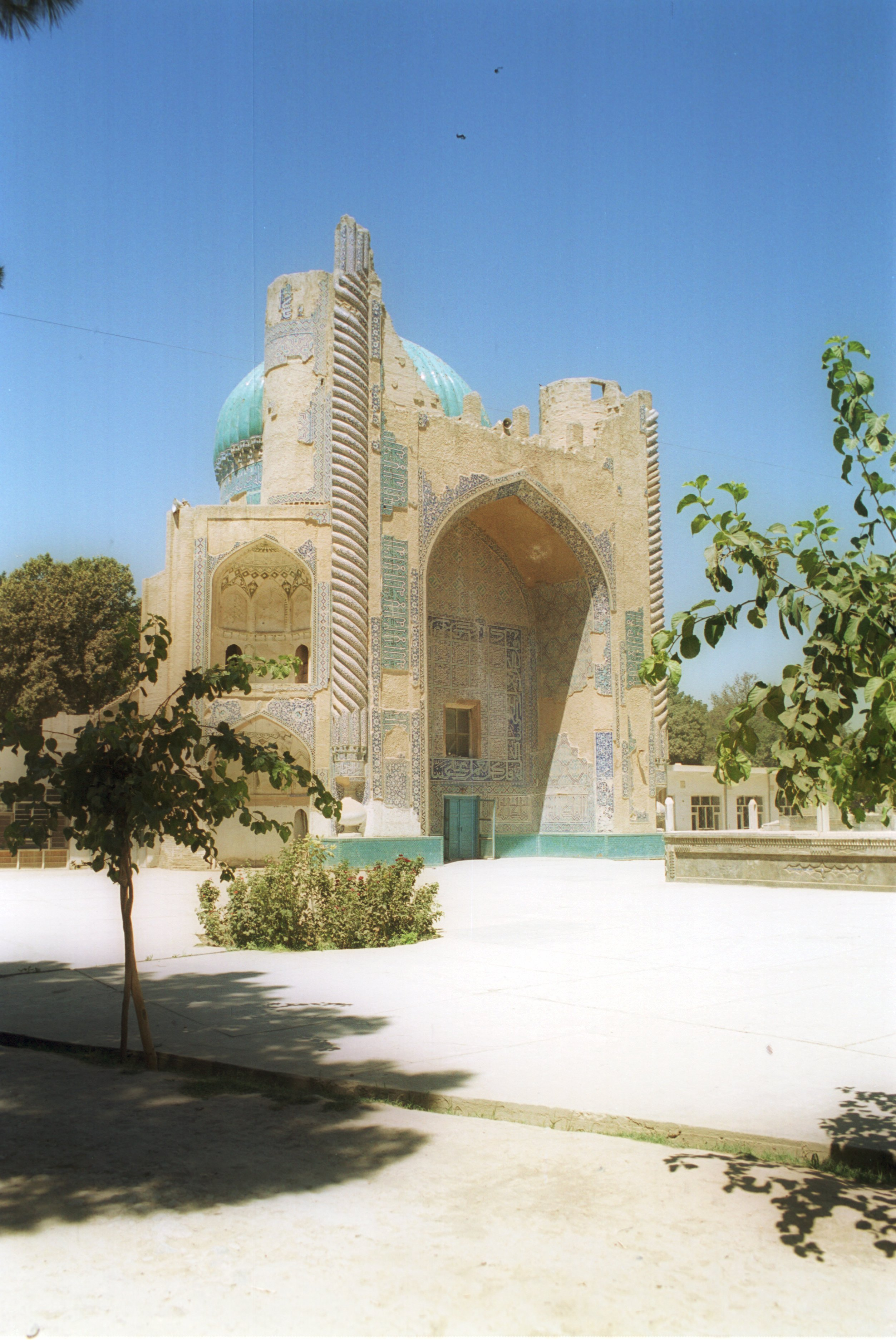
Mezquita Verde (Balkh) es una mezquita timúrida que inspiró a Shah Jahan.
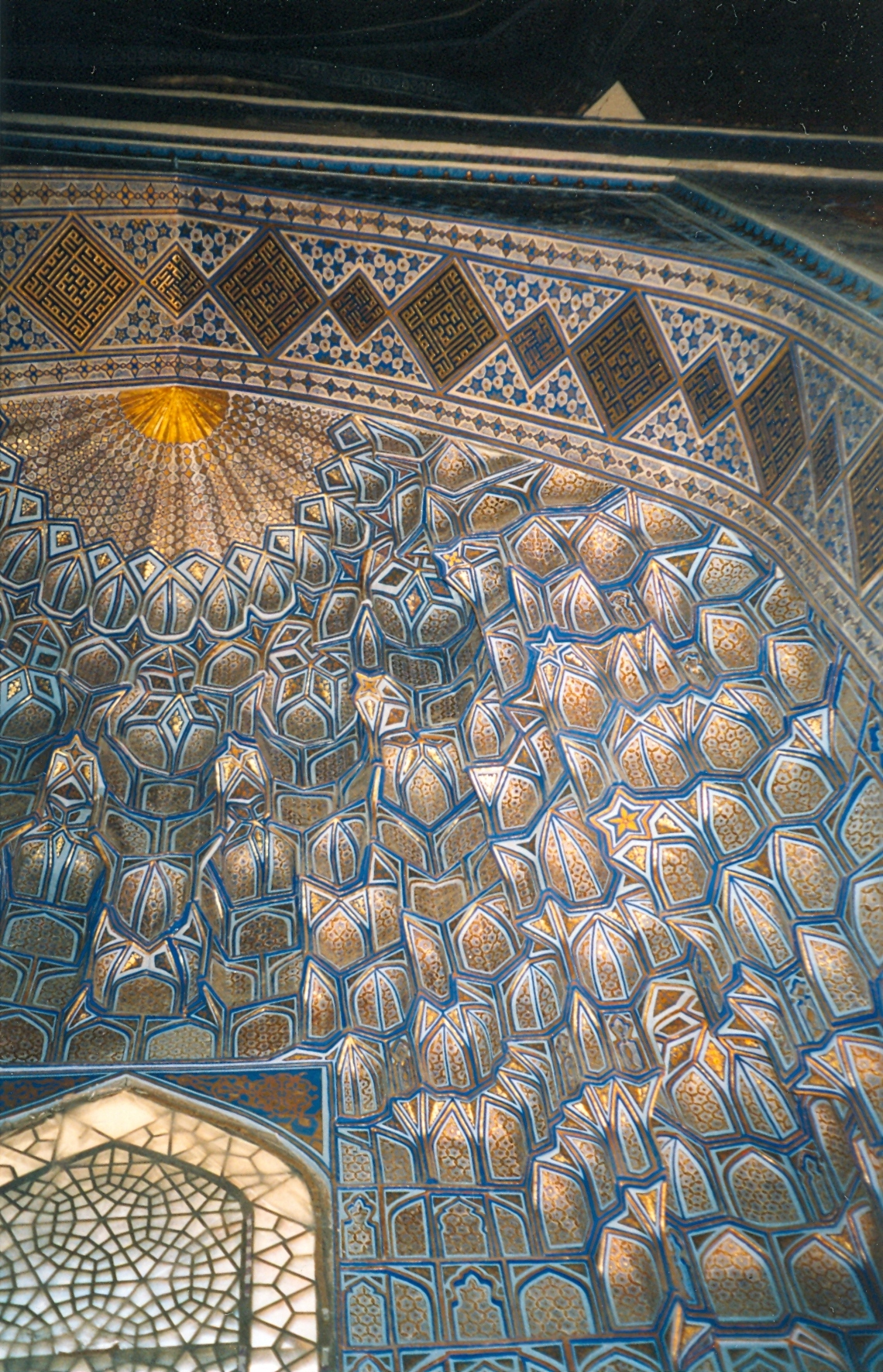
Profundos nichos y diversas muqarnas decoran el interior de Gur-e Amir.
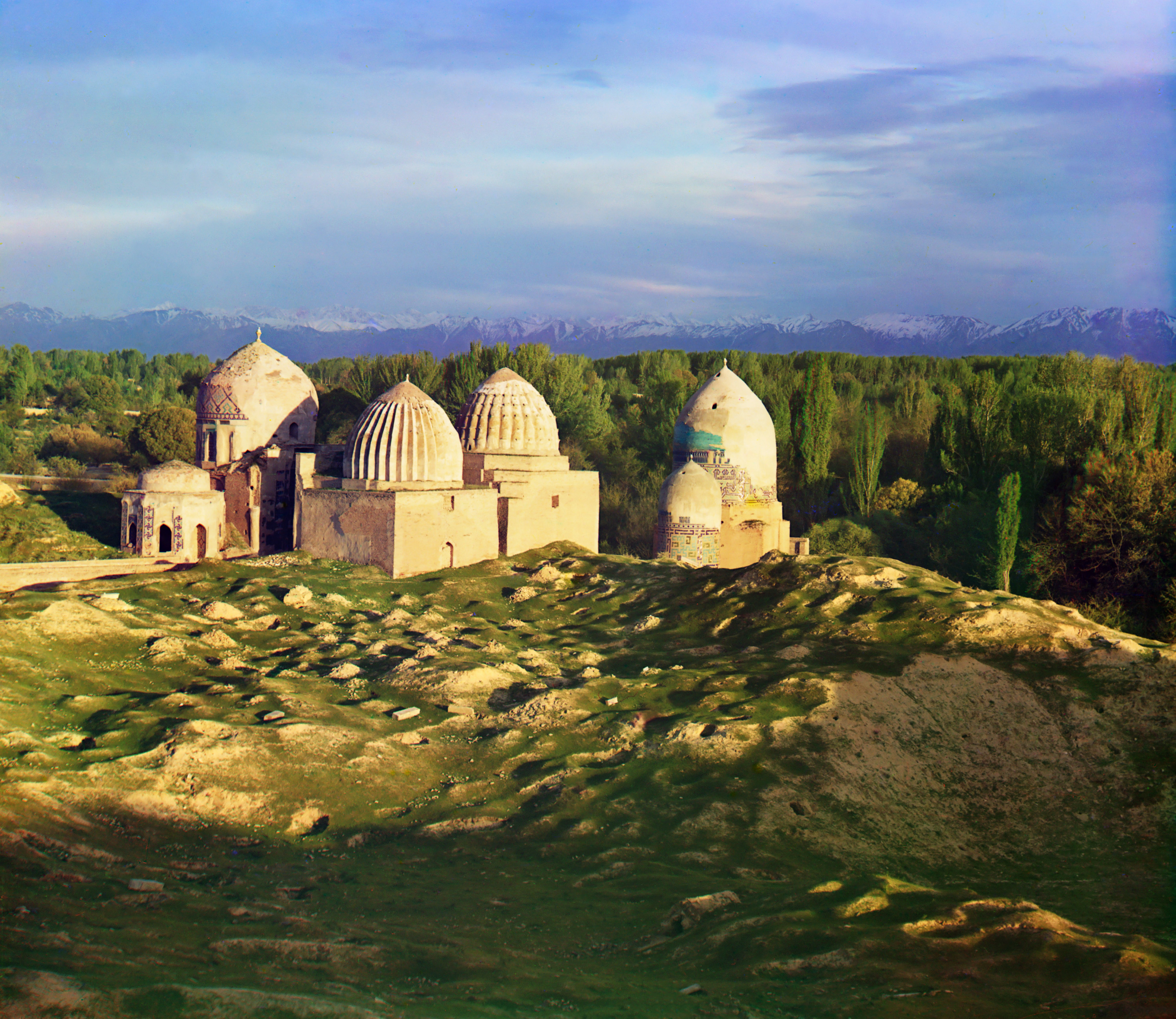
Mezquita Shakh-i Zindeh, Samarcanda